# Leon Gonczarowski
Leon Gonczarowski (geb. 15. Juni 1919 in Szczuczyn; gest. 26. März 2015 in Caesarea in Israel) war Vorsitzender der Israelitischen Kultusgemeinde in Hof und Unternehmer der von ihm gegründeten Firma Le-go Bekleidungswerke mit Hauptsitz in Hof-Moschendorf.

## Leben

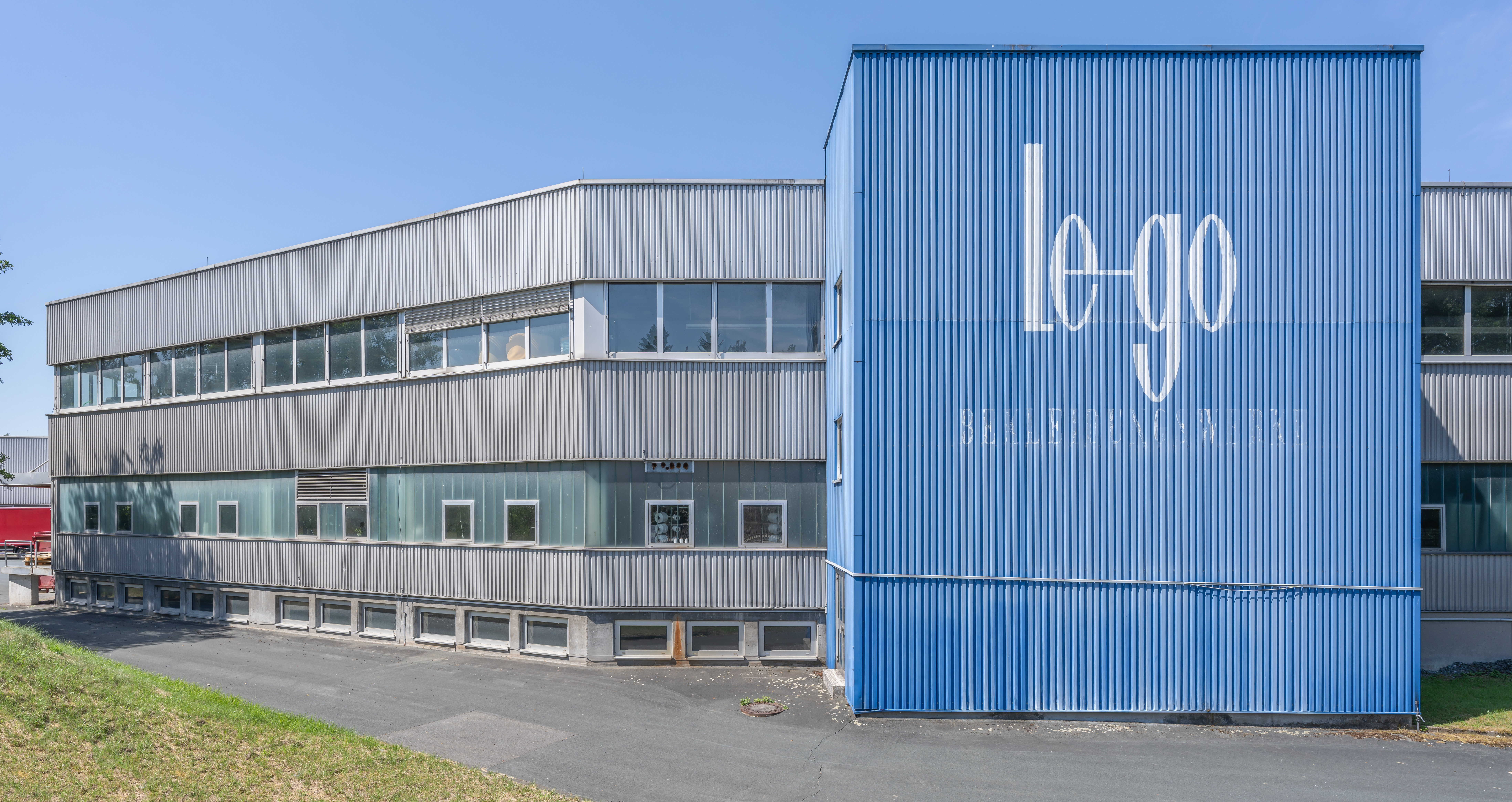
Ansicht der Le-go Bekleidungswerke. Le-go leitet sich von Leon Gonczarowski ab

Nach dem Ende des Zweiten Weltkriegs ließ sich Leon Gonczarowski in Hof nieder und gründete Anfang der 1950er Jahre zunächst als Einzelunternehmer eine Strumpfwarenfabrik und stellte Strümpfe und später Damenoberbekleidung her. Die Familie mit Frau Kamilla (gest. 1994) und zwei kleinen Söhnen war vom damals polnischen Lida über Tschechien nach Hof geflüchtet. Im Jahr 1959 entstand das sich zunehmend vergrößernde Fabrikationsgelände, wo bis zu 1000 Menschen Arbeit fanden. Weltweit waren es bis zu 9000 Mitarbeiter. Der Sohn Dr. Jakob Gonczarowski wurde 2007 Geschäftsführer und das Unternehmen verkleinerte sich und richtete sich mit der Herstellung technischer Textilien als Zulieferer für die Autoindustrie neu aus.

Die Leon-Gonczarowski-Straße in Moschendorf

Am 15. Mai 1998 wurde die nach ihm benannte Synagoge eingeweiht. Leon Gonczarowski war Wolf Weils Nachfolger als Vorsitzender der Israelitischen Kultusgemeinde. Ihm wurde im Jahr 2018 die dem Unternehmen anliegende Straße in Moschendorf gewidmet.

## Auszeichnungen
- 1978, 1984: Bundesverdienstorden am Bande
- Bayerischer Verdienstorden
- 1984: Goldene Bürgermedaille der Stadt Hof